# Silicagel

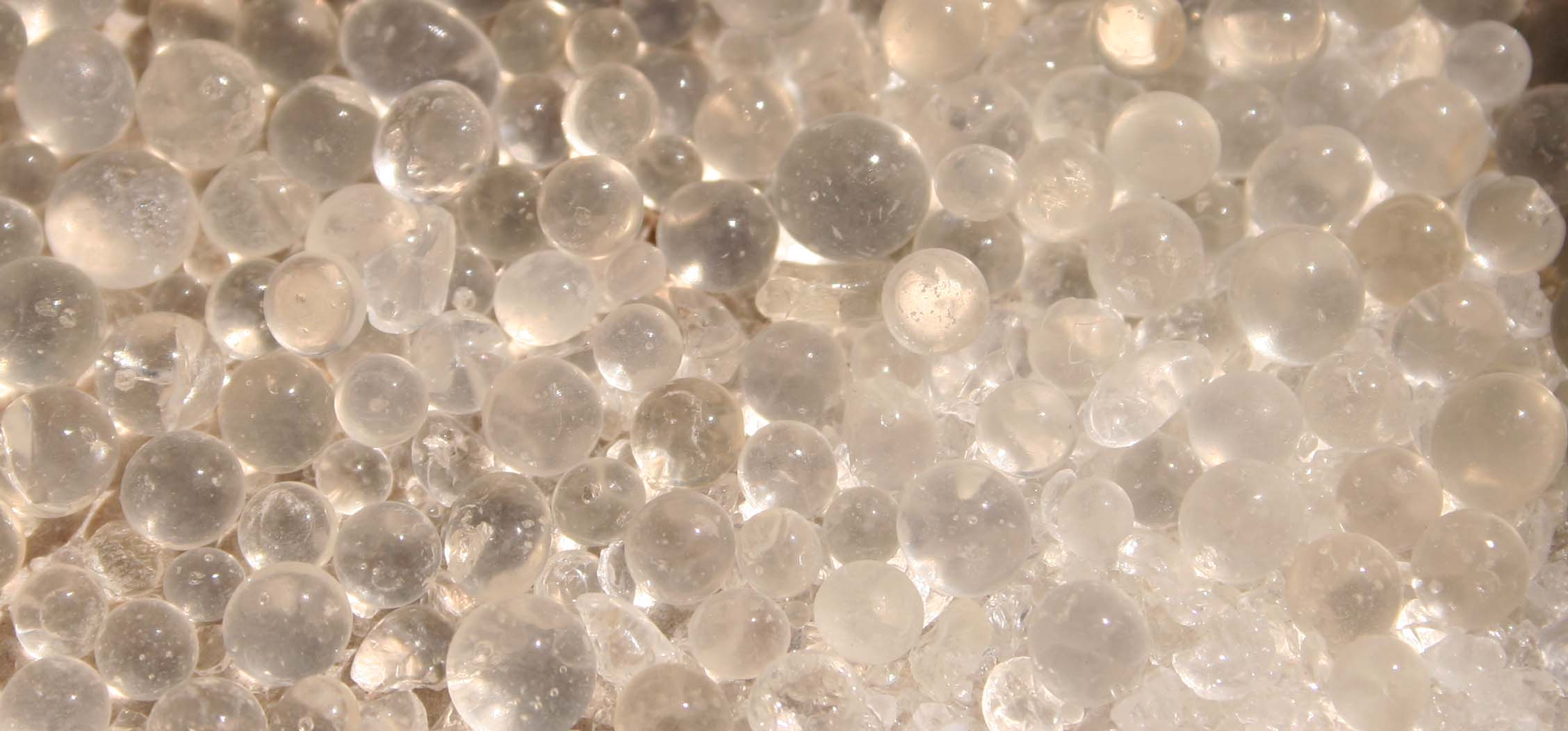
Granule de silicagel

Silicagel sau gel de silice este un material granular cu porozitate mare obținut prin deshidratare în condiții speciale a gelului de bioxid de siliciu. Compoziția chimică poate fi exprimată ca
SiO2 ⋅ nH2O.
Silicagel-ul este un silicat amorf, un material dur și translucid, format din granule cu diametrul cuprins între 1 și 3 mm, în care există un număr foarte mare de pori microscopici.
Este folosit în tehnică ca absorbant pentru umezeală și purtător de catalizatori. Când controlează umezeala, la o temperatură de 240 C și umiditate relativă de 20%, silica gelul poate absorbi 35% din greutatea lui în apă. Cu cât umiditatea relativă este mai mare, absoarbe mai multă apă, iar cantitatea de apă absorbită crește cu cât perioda de timp este mai mare.